# Gustave Amoudruz
Gustave Amoudruz (* 23. März 1885 in Genf; † 28. Dezember 1963 ebenda) war ein Schweizer Sportschütze.

## Erfolge
Gustave Amoudruz nahm an den Olympischen Spielen 1920 in Antwerpen in vier Disziplinen teil. In der Mannschaftskonkurrenz mit dem Armeerevolver über 30 m platzierte er sich gemeinsam mit Joseph Jehle, Hans Egli, Domenico Giambonini und Fritz Zulauf hinter den Vereinigten Staaten und Griechenland auf dem dritten Rang. Mit 257 Punkten war Amoudruz der drittbeste Schütze der Mannschaft. Im Dreistellungskampf mit dem Freien Gewehr verpasste er in der Einzelkonkurrenz mit 959 Punkten zwar eine vordere Platzierung, erreichte in der Mannschaftskonkurrenz aber dafür ebenfalls den Bronzerang. Amoudruz war mit 959 Punkten der zweitbeste Schütze der Schweizer Mannschaft, die neben ihm noch aus Werner Schneeberger, Ulrich Fahrner, Fritz Kuchen und Bernhard Siegenthaler bestand. Den Mannschaftswettbewerb mit dem Armeerevolver über 50 m beendete er auf dem neunten Platz.
Ein Jahr darauf wurde er in Lyon mit dem Freien Gewehr im Dreistellungskampf Vizeweltmeister im Mannschaftswettbewerb.